# Джон Браунлоу
Джон Браунлоу (на английски: John Brownlow) е британско-канадски музикант, текстописец, сценарист и писател на произведения в жанра шпионски трилър.

## Биография и творчество
Джон Браунлоу е роден на 11 август 1964 г. в Линкълн, Линкълншър, Англия. Получава средното си образование в гимназиите в Ретфорд и Ейлзбъри. Започва да следва математика в Кебъл Колидж на Оксфордския университет, но след една година се прехвърля към специалност английска филология.
След дипломирането си работи като програмист на компютърни системи, писател на интерактивни игри и музикален журналист. През 1990 г. започва работа в британската телевизия като изследовател на документални филми и бързо се насочва към продуциране и режисиране, вариращи от тежки разследвания до новаторски исторически сериали, и на няколко аплодирани британски телевизионни документални филми, включително минисериала „Училищни правила“ от 1997 г. и сериала „Кентърбърийски разкази“ от 1998 – 2000 г. През 1999 г. преминава към писане на сценарии на пълен работен ден. Първият му сценарий е за филма „Силвия“, биографичен драматичен филм от 2003 г. за романтичната връзка между видните поети Силвия Плат и Тед Хюз, с участието на Гуинет Полтроу и Даниел Крейг. Следват сценариите му за телевизионния минисериал „Флеминг“, с участието на Доминик Купър и Лара Пулвър, и за телевизионния минисериал „Миниатюристът“, с участието на Аня Тейлър-Джой и Ромола Гарай. Освен че пише и режисира филми, той е и добре известен уличен фотограф.
Авторът е многостранен талант, впуска се дори в музиката, където пише текстове за песни, които в повечето случаи сам изпълнява с акустична китара, на която свири в съпровод. Той е През 2000 г. той продава музикалното си оборудване, за да финансира преместване със семейството си в Канада, и не свири до 2007 г., когато се премества в Онтарио и почва да прави записи в домашното си студио. Той е мултиинструменталист и свири на повечето и често на всички инструменти в записите си.
Първият му роман „Седемнайсет“ от поредицата „Последният останал“ е издаден през 2022 г. Главният герой е член на елитна организация, в която номерът е титла и доказателство, че си най-добрият убиец на света. Той е изправен пред най-трудната си мисия – да премахне единственият човек, който може да му се противопостави – своя предшественик, в смъртоносна игра на котка и мишка. Романът получава наградата „Иън Флеминг”.
Джон Браунлоу живее със семейството си северно от Торонто.

## Произведения

### Поредица „Последният останал“ (Last Man Standing)
1. Seventeen (2022) – награда „Иън Флеминг”[1][2]
Седемнайсет, изд.: „Сиела“, София (2022), прев. Богдан Русев
2. Eighteen (2023)

### Сценарии
- Sylvia: The Shooting Script (2003)[2]

### Екранизации
- 2003 Силвия,Sylvia – сценарий
- 2014 Флеминг – човекът, който щеше да се превърне в Бонд, Fleming – тв минисериал, 4 епизода
- 2017 Миниатюристът, The Miniaturist – тв минисериал, 3 епизода

### Дискография
- The Summertime (2017) – 29 песни